# Kaly
Kaly (in tedesco Kally) è un comune della Repubblica Ceca facente parte del distretto di Brno-venkov, in Moravia Meridionale.